# Wacław Gołębiowski (żołnierz)

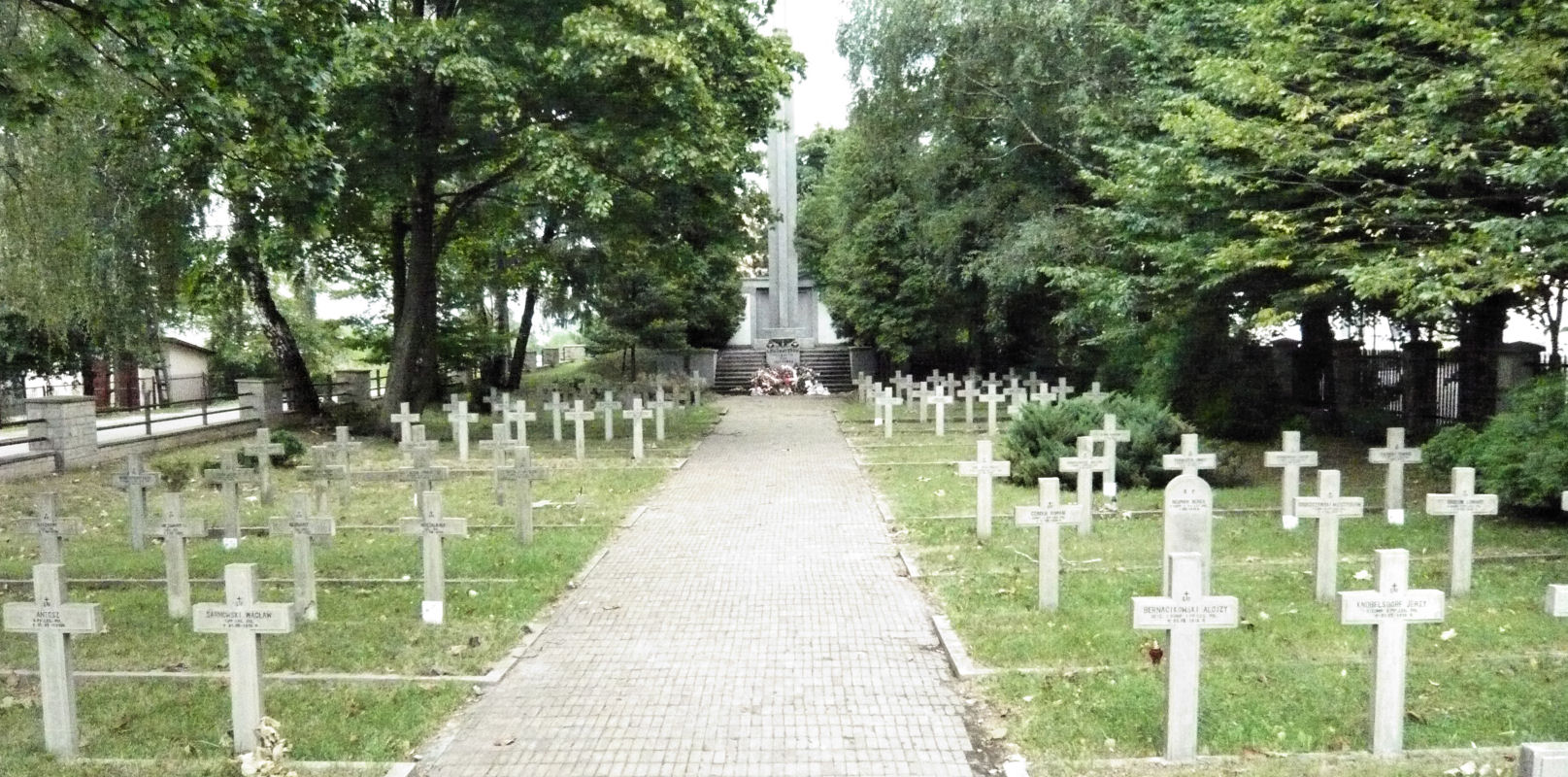
Cmentarz w Jastkowie widok współczesny

Wacław Gołębiowski (ur. 28 września 1886 w Ujazdówku, zm. 2 sierpnia 1915 pod Jastkowem) − żołnierz armii rosyjskiej i sierżant Legionów Polskich, uczestnik I wojny światowej, kawaler Orderu Virtuti Militari.

## Życiorys
Był synem Kazimierza i Franciszki z d. Morawska. Uczeń Szkoły Średniej w Płocku, relegowany za udział w strajku szklonym, dokończył naukę w Puławach. W 1907 zmobilizowany do armii rosyjskiej, służył w gwardii carskiej w Carskim Siole. Po zwolnieniu z wojska przeniósł się do Lwowa. Od 2 sierpnia 1914 ochotnik w Legionach Polskich, został przydzielony do 1 kompanii 1 pułku piechoty. W jej szeregach w stopniu sierżanta walczył podczas I wojny światowej. 
Szczególnie odznaczył się podczas bitwy pod Kamieńcem (25 V 1915), gdzie „wysłany na patrol przed pozycje, natknął się na nieprzyjaciela. Bez wahania rzucił się na wroga, który zaskoczony zdecydowanym atakiem, poddał się. Do niewoli wzięto oficera i 30 żołnierzy”. Za tę postawę otrzymał Order Virtuti Militari.
Poległ podczas bitwy pod Jastkowem, został pochowany na cmentarzu w Borzechowie. Obecnie jego grób znajduje się na cmentarzu w Jastkowie.

## Ordery i odznaczenia
- Krzyż Srebrny Orderu Wojskowego Virtuti Militari nr 7208[1][2]
- Krzyż Niepodległości[1]